# Gurade

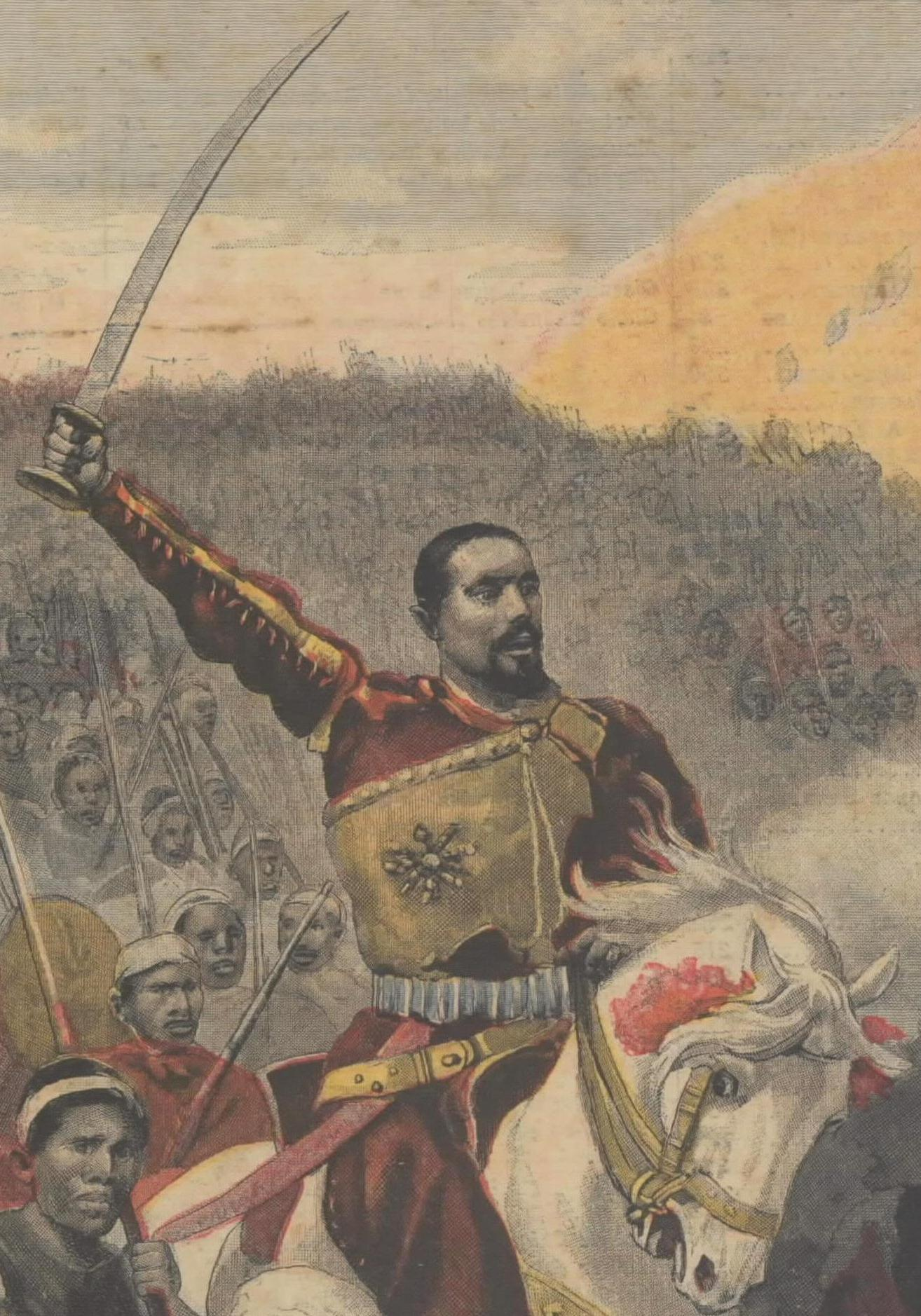
Der äthiopische General Ras Makonnen in der Schlacht um den Amba Alagi, 1895

Der Gurade ist ein Säbel aus Äthiopien. 

## Beschreibung
Der Gurade hat eine gekrümmte Klinge, einem europäischen Kavalleriesäbel ähnlich. Große, aus Horn von Nashörner oder Holz bestehende Griffe weiten sich an beiden Enden auf und haben einen ovalen Querschnitt. Der Knauf des Griffes ist oft verziert; manchmal wird zu diesem Zweck ein Maria-Theresien-Taler verwendet. Die einseitig geschliffene Klingen wurden in der Regel aus Europa importiert und sind deswegen oft mit europäischen Beschlagmarken versehen. Die Scheiden sind hingegen fast immer ein örtliches Erzeugnis. Sie bestehen aus rot gegerbtem Leder und sind manchmal mit Samt und Metallbändern verziert. Manche Scheiden sind im unteren Teil länger und stärker gekrümmt als die Klinge, zusätzlich kann auch eine verzierte Kugel oder Medaillon an der äußersten Spitze angebracht sein.
Der ebenfalls äthiopische Säbel Shotel ist dem Gurade ähnlich, hat aber eine deutlich gekrümmtere sichelförmige Klinge.
Mansfield Parkyns, welcher 1843–1846 Abessinien bereiste, beobachtete dass das Gurade in Amhara während das Shotel hauptsächlich in Tigrey vorkam.
Die wichtigste traditionelle Waffe der äthiopischen Infanterie wie auch Kavallerie war der Speer. Schwerter, wie der Gurade, wurden hauptsächlich von Offizieren als Rangabzeichen oder von reichen bzw. erfolgreichen Kämpfern als Statussymbol getragen.